# Return to the Matrix
 (août 2023).
Si vous disposez d'ouvrages ou d'articles de référence ou si vous connaissez des sites web de qualité traitant du thème abordé ici, merci de compléter l'article en donnant les références utiles à sa vérifiabilité et en les liant à la section « Notes et références ».
Return to the Matrix est un album live de Jefferson Airplane, enregistré début 1968.

## Liste des pistes
| No  | Titre                                | Durée |
| --- | ------------------------------------ | ----- |
| 1.  | Somebody to Love                     | 4:50  |
| 2.  | Young Girl Sunday Blues              | 4:56  |
| 3.  | She Has Funny Cars                   | 4:16  |
| 4.  | Two Heads                            | 4:03  |
| 5.  | Martha                               | 4:39  |
| 6.  | Kansas City                          | 6:54  |
| 7.  | The Other Side of This Life          | 7:48  |
| 8.  | Today                                | 3:22  |
| 9.  | Won't You Try / Saturday Afternoon   | 5:56  |
| 10. | It's No Secret                       | 3:57  |
| 11. | Blues From an Airplane               | 2:41  |
| 12. | Watch Her Ride                       | 3:47  |
| 13. | Plastic Fanstastic Lover             | 4:01  |
| 14. | White Rabbit                         | 2:26  |
| 15. | 3/5th of a Mile in 10 Seconds        | 5:41  |
| 16. | Share a Little Joke                  | 4:34  |
| 17. | Ice Cream Phoenix Jam                | 10:45 |
| 18. | Fat Angel                            | 8:45  |
| 19. | The Ballad of You and Me and Pooneil | 10:22 |

Il s'agit des dernières représentations des morceaux Blues From an Airplane et Kansas City, issus du répertoire du début de la carrière du groupe. D'autre part, Ice Cream Phoenix (qui est ici instrumentale), issu de l'album en préparation à l'époque, Crown of Creation, a été joué cette unique fois.

## Musiciens
- Marty Balin : chant
- Jack Casady : basse
- Spencer Dryden : batterie, percussions
- Paul Kantner : chant, guitare rythmique
- Jorma Kaukonen : chant, guitare
- Grace Slick : chant